# Kempraten
Kempraten (toponimo tedesco) è un quartiere della città svizzera di Rapperswil-Jona, nel Canton San Gallo (distretto di See-Gaster).

## Geografia fisica
Kempraten si trova sulla sponda nordorientale del lago di Zurigo, a nordovest di Rapperswil.

## Storia

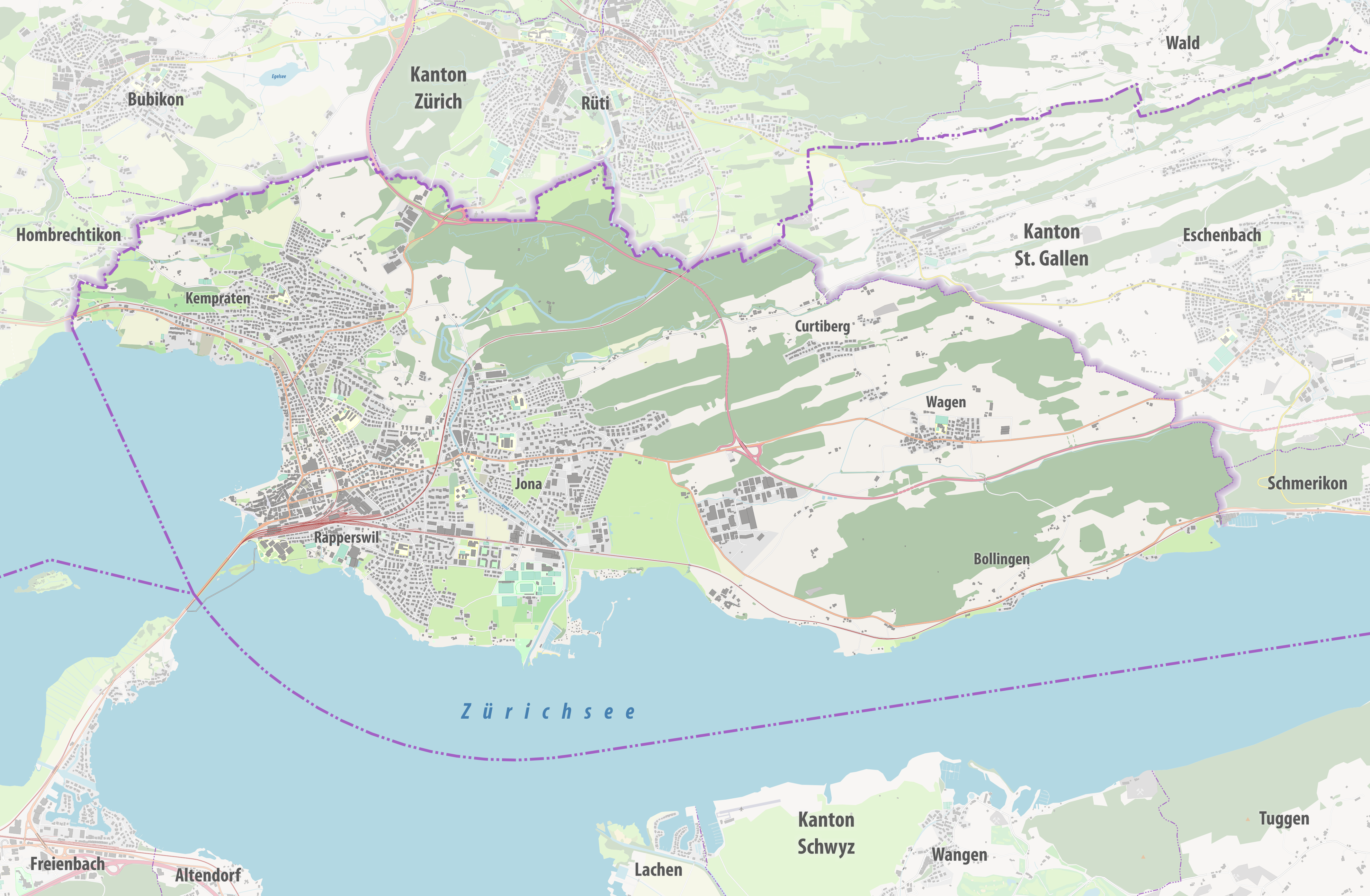
Il territorio di Rapperswil-Jona: Kempraten si trova nella parte nordoccidentale del comune

Fino al 2006 ha fatto parte del comune di Jona, il quale nel 2007 è stato accorpato all'altro comune soppresso di Rapperswil per formare il nuovo comune di Rapperswil-Jona.

## Monumenti e luoghi d'interesse

### Architetture religiose
- Chiesa parrocchiale cattolica di San Francesco, eretta nel 1979[senza fonte];
- Cappella cattolica di Sant'Orsola, attestata dall'847[1] e ricostruita nel 1906 in stile neogotico[senza fonte].

### Aree archeologiche
- Vicus romano di Centum Prata, risalente al I-IV secolo, inserito nell'Inventario svizzero dei beni culturali d'importanza nazionale e regionale, categoria A[1][3];
- Tombe alemanniche, risalenti al VII secolo[1].

## Infrastrutture e trasporti
Kempraten è servito dall'uscita di Rapperswil sull'autostrada A15, dalle strade principali 15 e 17 e dalla stazione di Kempraten sulla ferrovia Zurigo-Rapperswil (linea S7 della rete celere di Zurigo).